# Partido judicial de Palma de Mallorca
El partido judicial de Palma de Mallorca, también llamado partido judicial n.º 3 de las Islas Baleares, es uno de los 6 partidos judiciales en los que se divide la comunidad autónoma de Islas Baleares. Comprende los municipios de Algaida, Andrach, Bañalbufar, Buñola, Calviá, Deyá, Esporlas, Estellenchs, Fornaluch, Llucmajor, Marrachí, Palma de Mallorca, Puigpuñent, Santa Eugenia, Santa María del Camino, Sóller y Valldemosa, todos situados en la isla de Mallorca. La cabeza de partido y por tanto sede de las instituciones judiciales es Palma de Mallorca. Cuenta con Juzgado Decano y tres juzgados de Primera Instancia e Instrucción.